# Fantasma Neon
Fantasma Neon é um curta-metragem musical brasileiro de 2021, escrito e dirigido por Leonardo Martinelli. O filme teve sua estreia mundial na competição do Festival de Locarno, onde saiu premiado com o Leopardo de Ouro de Melhor Curta-Metragem Internacional. No Brasil, o filme estreou no Festival de Cinema de Gramado, onde foi premiado com quatro Kikitos, sendo o Melhor Filme do Júri Oficial, do Júri da Crítica, Melhor Direção e Melhor Ator. O prêmio de Melhor Filme foi concedido de forma unânime pelo Júri.
Estrelado por Dennis Pinheiro e Silvero Pereira, o musical acompanha a trajetória de um entregador de aplicativo no Rio de Janeiro. O filme foi selecionado para alguns dos festivais de cinema mais importantes da Europa e da América Latina, como San Sebastian, BFI London, Clermont-Ferrand, Cartagena, Guadalajara, Montreal, Vancouver, Gent, Uppsala, Winterthur, Toulouse e outros. Ganhou o prêmio de Melhor Curta-Metragem no Festival Biarritz Amérique Latine. No Brasil, o filme foi premiado no Festival do Rio, Festival de Vitória, Kinoforum, Festival Mix Brasil e outros.
Depois de ser selecionado em mais de duzentos festivais de cinema em todo o mundo, o filme foi indicado ao Grande Prêmio do Cinema Brasileiro na categoria de Melhor Curta-Metragem de Ficção, e foi eleito Melhor Curta-Metragem Brasileiro do ano pela Abraccine. O curta também foi indicado à primeira fase do BAFTA Student Film Awards.
No dia 20 de Julho de 2023, o curta entrou em cartaz comercialmente em cinemas pelo Brasil junto com o longa português Fogo-Fátuo de João Pedro Rodrigues. O filme foi distribuído pela Vitrine Filmes em uma rara iniciativa de colocar um curta nacional em salas de cinemas comerciais em todo o país. O curta está atualmente disponível na Globoplay e é licenciado no Canal Brasil e na France Télévisions.

## Sinopse
João é um entregador de aplicativo que sonha em ter uma moto. Disseram a ele que tudo seria como um filme musical.

## Recepção

### Crítica dos especialistas
Sanne Jehoul, do portal Talking Shorts, escreveu que "É um assunto sombrio, mas é a abordagem visual e musical de Martinelli que torna Fantasma Neon surpreendentemente tão divertido e assistível quanto urgente e angustiante. Em parte musical, em parte realismo social, são mostradas as performances de entregadores deflagrando em canções e danças em solidariedade uns com os outros, lamentando as condições horrendas que lhes são impostas, e através da Bossa Nova e música brasileira contemporânea, são rodeados por tons de neon exuberantes e uma variedade de paisagens urbanas"
Renata Iberia, na ocasião da seleção do filme no FICUNAM, escreveu que "Dia e noite, ao pé de redes de fast food, restaurantes e em todos os tipos de lojas, os entregadores que trabalham com aplicativos no Brasil aguardam o próximo pedido, sobrecarregados pelo imediatismo implacável e vulnerabilidade absoluta. É o que retrata o diretor carioca Leonardo Martinelli em Fantasma Neon, curta-metragem que desde o título traz um terrível paradoxo: o entregador, apesar de usar as cores mais coloridas em seu uniforme, é invisível aos olhos do Estado, da sociedade e até das pessoas que o esperam do outro lado da porta. Misturando elementos de musical, ficção e documentário, o filme de Martinelli mostra que o corpo individual e coletivo dos entregadores busca novas formas de se configurar, de se nomear e de se cantar em um panorama urbano e pandêmico. A pergunta que surge ao longo do curta-metragem é contundente: quanto neon terá que ser usado para que os entregadores deixem de ser fantasmas e possam se tornar entidades de carne, osso e espírito diante dos olhos dos outros?"
Luiz Carlos Merten, do Estadão, citou o filme como um dos melhores do ano em 2022. O crítico escreveu que "Pode um filme curto integrar a lista de melhores do ano? Valeria lembrar o caso de Ilha das Flores, de Jorge Furtado, premiado em Berlim. O curta de Leonardo Martinelli é um experimento raro, no cinema brasileiro e mundial. No Brasil, durante a pandemia, a prática do delivery multiplicou os entregadores, os chamados motoboys. Fantasma Neon conta a história de um deles. O que sonha esse homem? O ator Dennis Pinheiro é uma revelação."

## Elenco
- Dennis Pinheiro como João
- Silvero Pereira como Felipe